# Provincia di Laâyoune
La provincia di Laâyoune è una delle province controllate dal Marocco nel Sahara Occidentale, parte della Regione di Laâyoune-Sakia El Hamra.

## Geografia antropica

### Suddivisioni amministrative
La provincia di Laâyoune conta 3 municipalità e 7 comuni:

#### Municipalità
- El Marsa
- Laâyoune

#### Comuni
- Akhfennir
- Bou Craa
- C. R. El Hagounia
- C. R. Tah
- Daoura
- Edchera
- Foum El Oued